# Прокопій II Єрусалимський
Прокопій II (у миру Кузеліс) - патріарх Єрусалима з 1872 по 1875 рік.
Він народився в Агіасосі на Лесбосі близько 1790 року. У молодому віці він відправився в Єрусалим і приєднався до Братства Агіотафітів. У 1842 р. став архімандритом, а 16 березня 1852 р. висвячений на архієпископа Філадельфійського. Він був представником Єрусалимського патріархату на Лесбосі. 15 грудня 1861 року він був обраний архієпископом Гази. У 1860—1867 роках був співуповноваженим Патріаршого уповноваженого митрополитом Петрасом Мелетієм, а час від часу — Патріаршим уповноваженим, коли патріарх Кирил II перебував у Константинополі.
16 грудня 1872 року він був обраний патріархом Єрусалимським. Арабомовна паства віддала перевагу своєму попереднику Кирилу II і відмовилася визнати законність обрання Прокопія, вимагаючи повернення його попередника на патріарший престол. Йому також протистояв російський уряд, який діяв через російського посла в Єрусалимі. Після цього тиску 3 березня 1875 року він пішов у відставку, посилаючись на свій вік.
Помер в Єрусалимі 7 серпня 1880 року.